# Melilla Airlines
Melilla Airlines (также известная как Melilla Airways SL ) — туристическое агентство, базировавшееся в Мелилье, Испания. Его штаб-квартира находилась в аэропорту Мелильи . Несмотря на название компании, у Melilla Airlines не было действующего сертификата эксплуатанта . Она действовала не как сертифицированная авиакомпания, а как туристическое агентство, перепродававшее рейсы авиакомпании Aeronova (сейчас называется Air Europa Express).

## История
Агентство было основано в 2013 году и начало свою деятельность 29 апреля 2013 года с первого рейса по маршруту Малага – Мелилья. В феврале 2015 года Aeronova прекратила сотрудничество с компанией из-за споров, в результате которых Melilla Airlines была расформирована.

## Примечания

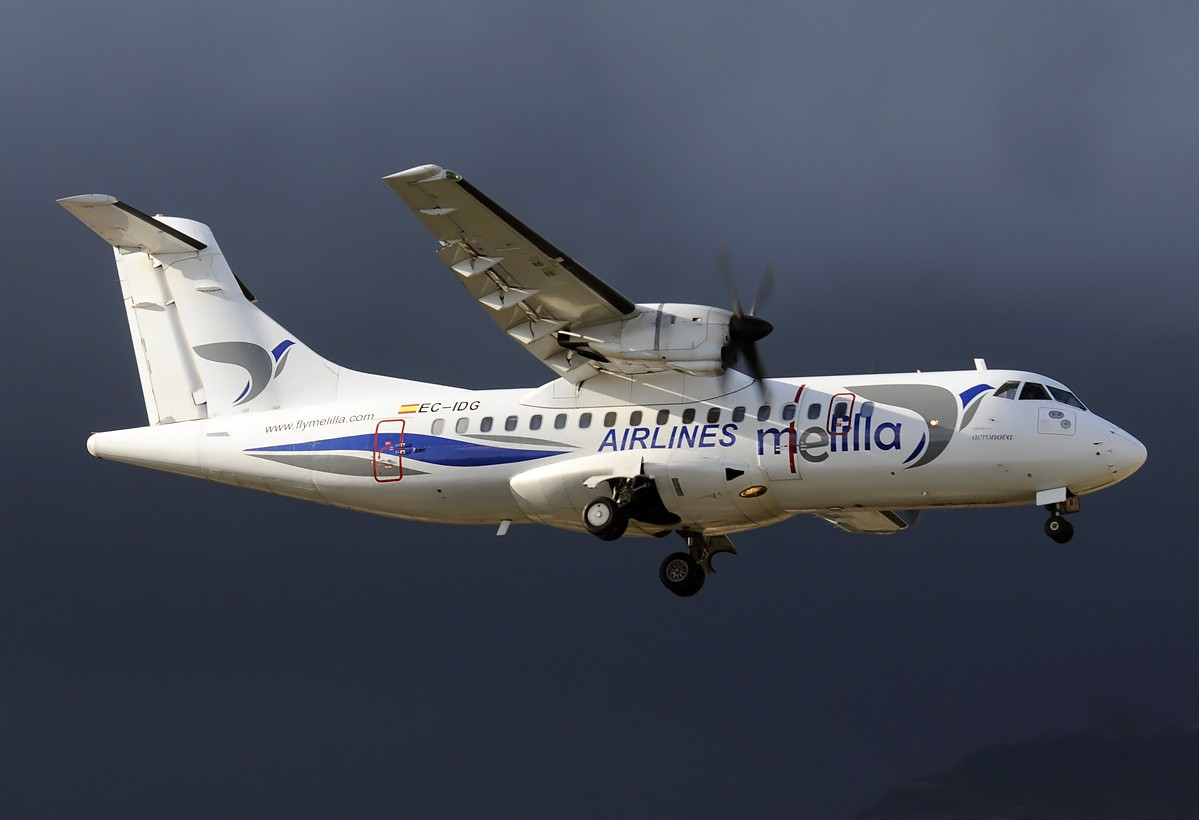
ATR-42-300 Melilla Airlines
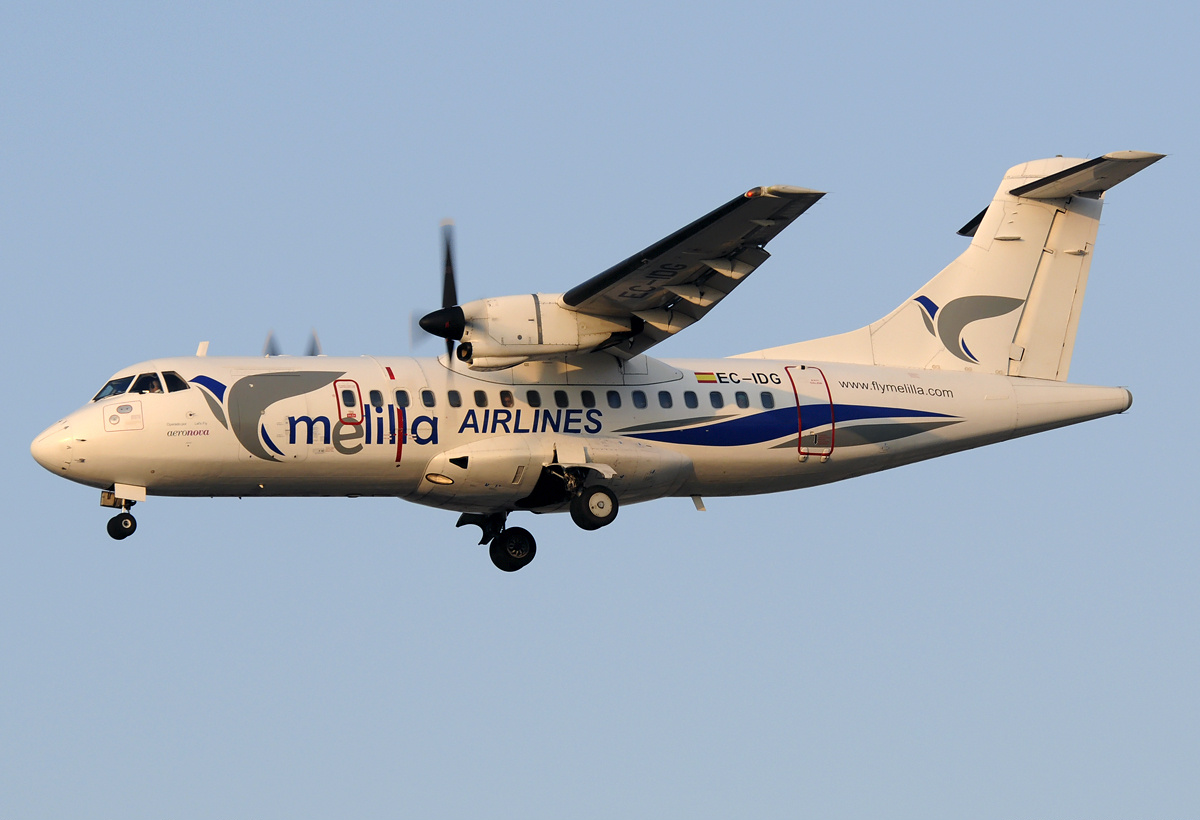
ATR-42-300 Melilla Airlines

## Направления

### Испания
- Малага — Малага — Коста-дель-Соль
- Мелилья — Мелилья (аэропорт)